# Chalastospora gossypii
Chalastospora gossypii är en svampart som först beskrevs av Arthur Louis Arthurovic de Jaczewski, och fick sitt nu gällande namn av U. Braun & Crous 2009. Chalastospora gossypii ingår i släktet Chalastospora och familjen Pleosporaceae.   Inga underarter finns listade i Catalogue of Life.